# Abel Buades
Abel Buades Vendrell (Benimodo, Valencia, 11 de julio de 1977) fue un futbolista español, que jugó de centrocampista. Actualmente es entrenador, su último logro fue mantener al CD Acero en Tercera División de Valencia. 

## Trayectoria
Nacido en 1977 en Benimodo, Valencia, se puede desempeñar como mediocentro defensivo y se formó en las categorías inferiores del Club Deportivo L'Alcudia. Con 16 años ficha por las categorías inferiores del Albacete Balompié, donde permanece 3 años. En la temporada 95/96 Club de Fútbol Gandía. En los tres siguientes años prosiguió su camino ascendente y demostró su total adaptación a la categoría acabando siendo titular intocable.
Tras su enorme rendimiento, el Villarreal le ficha para sus categorías inferiores y vuelve a Tercera para jugar en el CD Onda, filial del "submarino amarillo". Su primer año en el CD Onda fue sensacional y quedaron campeones de grupo en Tercera. Así pues, el submarino le cedió al Racing Club de Ferrol en la temporada 00/01, pero el salto de categoría no le sentó bien y en invierno se despidió de Ferrol y con ello de la Segunda División con solo tres encuentros disputados.
Además, en su regreso al Onda logró el ascenso a Segunda B, pero su protagonismo se redujo a otros tres encuentros. Al año siguiente llegado el mercado de invierno y habiendo disputado solo 7 encuentros con el Onda, ficha por el Club Deportivo Calahorra también de Segunda B, con el que disputó 14 partidos.
En verano de 2002, el CD Castellón decide apostar por él y no se equivoca. Abel disputa 42 encuentros y consigue 2 tantos, pero la temporada no fue perfecta al perder el ascenso a Segunda División en la última jornada de la liguilla de ascenso frente al Ciudad de Murcia. Tras este buen año, el Gimnàstic de Tarragona lo ficha para su mediocampo y en su primer año disputa 26 encuentros, pero a nivel colectivo le compensa el hecho de que el Nástic consigue ascender a Segunda. 
Al año siguiente el regreso de Buades a Segunda sería muy diferente a su anterior etapa y es que esta vez fue uno de los mejores jugadores del campeonato consiguiendo disputar 40 partidos y anotando 3 tantos. Sería en la siguiente temporada en la que se confirmaría del todo volviendo a hacer unas grandes cifras con 35 partidos y 4 tantos, y consiguiendo el ascenso a Primera División. Por fin le llegaba la oportunidad de debutar en Primera. Tras marcarse una gran primera vuelta disputando 18 partidos y consiguiendo un tanto al Real Madrid de penalti, el centrocampista recibió una gran oferta procedente del Cádiz que se encontraba en Segunda y que aceptó. Tras media temporada en el club gaditano regresa al Nástic, que acababa de descender y vuelve a hacer un año completo con 32 partidos y 2 tantos.
En verano de 2008, Abel fichaba por el Alicante CF, recién ascendido a la Segunda División. Los problemas económicos de la entidad celeste unido a la mala situación deportiva, hacen que el mediocentro valenciano quisiera salir del equipo en el mercado de invierno para fichar por el Panthrakikos FC de la Super Liga de Grecia, la que podría ser la primera experiencia de Abel en el fútbol extranjero a sus 31 años de edad. Sin embargo los griegos rebajaron sustancialmente su oferta a última hora, lo que unido a la corta duración del contrato (3 meses), ya que la liga helena terminaba en abril, hicieron que Abel rechazase su oferta y continúe jugando con el Alicante en la segunda vuelta del campeonato.
Al año siguiente Abel Buades no encuentra nada mejor que la oferta de la UD Alzira de Tercera, pero llegado el invierno y con 13 partidos y 1 tanto a las espaldas, solicita desligarse con el club azulgrana para fichar por el CD Toledo. En verano de 2011 llegó al Barakaldo CF y con solo 9 partidos, en el mercado de invierno regresa al Toledo donde consiguió el ascenso a Segunda B en la temporada 2010/11.
En verano de 2012 ficha por el equipo extremeño Arroyo C.P recién ascendido a 2ªB. 
Finalizó su carrera como futbolista en la temporada 2014-2015 jugando en la Unión Deportiva Almansa de Tercera División.

## Clubes
| Club                           | País   | Temporada | División           | Partidos | Goles |
| ------------------------------ | ------ | --------- | ------------------ | -------- | ----- |
| Unión Deportiva Benimodo       | España |           |                    |          |       |
| Club Deportivo L'Alcudia       | España |           | Cat. Inferiores    |          |       |
| Albacete Balompié              | España | 1993-1995 | Juveniles          |          |       |
| Club de Fútbol Gandía          | España | 1995-1996 | Tercera División   |          |       |
| Club de Fútbol Gandía          | España | 1996-1997 | Segunda División B | 26       | 2     |
| Club de Fútbol Gandía          | España | 1997-1998 | Segunda División B | 35       | 4     |
| Club de Fútbol Gandía          | España | 1998-1999 | Segunda División B | 34       | 7     |
| Club Deportivo Onda            | España | 1999-2000 | Tercera División   |          |       |
| Racing Club de Ferrol (cesión) | España | 2000-2001 | Segunda División   | 3        | 0     |
| Club Deportivo Onda            | España | 2000-2001 | Tercera División   |          |       |
| Club Deportivo Onda            | España | 2001-2002 | Segunda División B | 7        | 0     |
| Club Deportivo Calahorra       | España | 2001-2002 | Segunda División B | 14       | 0     |
| Club Deportivo Castellón       | España | 2002-2003 | Segunda División B | 42       | 2     |
| Club Gimnàstic de Tarragona    | España | 2003-2004 | Segunda División B | 26       | 0     |
| Club Gimnàstic de Tarragona    | España | 2004-2005 | Segunda División   | 40       | 3     |
| Club Gimnàstic de Tarragona    | España | 2005-2006 | Segunda División   | 35       | 4     |
| Club Gimnàstic de Tarragona    | España | 2006-2007 | Primera División   | 18       | 1     |
| Cádiz Club de Fútbol           | España | 2006-2007 | Segunda División   | 10       | 1     |
| Club Gimnàstic de Tarragona    | España | 2007-2008 | Segunda División   | 32       | 2     |
| Alicante Club de Fútbol        | España | 2008-2009 | Segunda División   | 23       | 3     |
| Unión Deportiva Alzira         | España | 2009-2010 | Tercera División   | 13       | 1     |
| Club Deportivo Toledo          | España | 2009-2010 | Segunda División B | 19       | 2     |
| Barakaldo Club de Fútbol       | España | 2010-2011 | Segunda División B | 9        | 0     |
| Club Deportivo Toledo          | España | 2010-2011 | Tercera División   | 25       | 1     |
| Club Deportivo Toledo          | España | 2011-2012 | Segunda División B |          |       |
| Arroyo Club Polideportivo      | España | 2012-2013 | Segunda División B |          |       |
| U.D. Almansa                   | España | 2014-2015 | Tercera División   |          |       |